# 지미 로렌스
제임스 "지미" 로렌스(James "Jimmy" Lawrence, 1885년 2월 16일 ~ 1934년 11월)는 스코틀랜드의 축구 선수이자, 감독이었다.
1904년부터 1922년까지 뉴캐슬 유나이티드에서 골키퍼로 뛰면서 496경기에 출장하여 뉴캐슬 역사상 최다 경기 출전 기록을 보유하고 있다.